# Ulf Karlsson (friidrottstränare)
Ulf Lennart Karlsson, född 2 juli 1947 i Karlstad, är en svensk friidrottstränare och föreläsare. 

## Biografi
Karlsson har bland annat varit anställd på IF Göta Karlstad och Friidrottsgymnasiet i Karlstad. Han var förbundskapten för svenska friidrottslandslaget mellan 2001 och 2004, och har även haft en gästprofessur i ledarskap vid Göteborgs universitet. Som friidrottstränare har han bland annat tränat Ann-Louise Skoglund, Erica Mårtensson, Louise Gundert,  Mikael Jakobsson och Sven Nylander. Han var från mars 2012 till september 2012 chef för Sveriges längdskidåkningslandslag.
Han har även varit expertkommentator under 11 år i Sveriges Television.

### Förtalsmål
Karlsson dömdes 2017 till dagsböter för grovt förtal av Zlatan Ibrahimović efter att 2016 uttalat dopingmisstankar mot Ibrahimovic.

### Familj
Ulf Karlsson är far till miljövetaren Mikael Karlsson, sportjournalisten Jonas Karlsson samt författaren och kommunikatören Mathias Karlsson. Jonas Karlsson och Mathias Karlsson har tidigare skrivit spänningsromanen Enhörningen, publicerad år 2015.  

## Utmärkelser
- 2002 – Tidningarnas Telegrambyrås idrottsledarpris (TT:s idrottsledarpris)
- 2003 – "Årets idrottsledare" inom friidrott vid Svenska Idrottsgalan i Globen.[7]
- 2004 – "Årets idrottsledare" inom friidrott vid Svenska Idrottsgalan i Globen.[8]
- 2004 – Tidningarnas Telegrambyrås idrottsledarpris (TT:s idrottsledarpris)